# Isole Ponziane
Le isole Ponziane o isole Pontine (raramente anche isole Circee) sono un arcipelago di origine vulcanica situato nel Mar Tirreno, al largo delle coste del golfo di Gaeta (Lazio meridionale), estendendosi complessivamente per circa 12 km² con una popolazione complessiva di circa 4 000 abitanti (ponzesi), che nel periodo estivo aumenta sensibilmente a causa di un intenso movimento turistico.
Frequentate sin dall'epoca preistorica, le isole furono abitate anche in età romana, ed erano chiamate Pontiae īnsulae dal nome dell'isola maggiore Ponza (lat. Pontia, gr. Ποντία Pontìa).
Durante il Medioevo, appartennero al ducato di Gaeta e da esso passarono sotto il Regno di Napoli, in cui restarono fino all'Unità d'Italia. I comuni dell'arcipelago, inquadrati dal 1860 al 1927 nella provincia di Terra di Lavoro, in Campania, dopo la soppressione di questa furono attribuiti alla provincia di Napoli. Solo nel 1934, sotto il regime fascista, vennero trasferiti nel Lazio e aggregati alla neonata provincia di Littoria (poi Latina), insieme con l'ex circondario di Gaeta.

## Descrizione
L'arcipelago comprende sei isole maggiori, divise in due gruppi principali:
- gruppo di nord-ovest (appartenente amministrativamente al comune di Ponza)
  - Isola di Ponza
  - Isola Palmarola
  - Isola di Zannone
  - Isola di Gavi
- gruppo di sud-est (appartenente amministrativamente al comune di Ventotene)
  - Isola di Ventotene
  - Isola di Santo Stefano

Le isole sono raggiungibili in traghetto o aliscafo da Formia, Anzio, Terracina, San Felice Circeo, Napoli, Pozzuoli e Ischia.

## Fauna endemica
Le Isole Ponziane ospitano due specie endemiche, la farfalla di Ponza (Hipparchia sbordonii) e la lucertola di Lataste (Podarcis latastei), scoperta nel 2019 e diffusa nelle sole isole settentrionali.